# Olesicampe proterva
Olesicampe proterva är en stekelart som först beskrevs av Carl Gustav Alexander Brischke 1880.  Olesicampe proterva ingår i släktet Olesicampe och familjen brokparasitsteklar. Arten är reproducerande i Sverige. Inga underarter finns listade i Catalogue of Life.